# Jádson Alves
Jádson Alves dos Santos, genannt Jádson, (* 30. August 1993 in São Bernardo do Campo) ist ein brasilianischer Fußballspieler. Der Rechtsfuß spielt im defensiven Mittelfeld, wird aber auch als rechter Abwehrspieler eingesetzt.

## Karriere
Jádson startete seine Ausbildung in einem der Fußballausbildungszentren des ehemaligen Nationalspielers Zico in Rio de Janeiro. Danach kam er zu den Jugendmannschaften von CR Flamengo und dem Botafogo FR. Bei Botafogo schaffte der Spieler auch den Sprung in den Profikader. Im Rahmen der Staatsmeisterschaft von Rio de Janeiro 2011 wurde er am 23. April in der 66. Minute im Spiel gegen den Boavista SC eingewechselt. Weitere Einsätze erhielt Jádson erst 2012, dieses dann aber regelmäßig. Seinen ersten Einsatz auf internationaler Klubebene hatte er in der Copa Sudamericana 2012 am 2. August gegen die SE Palmeiras. Das erste Tor als Profi erzielte der Spieler am 6. September 2012 in der Série A gegen Cruzeiro EC.
Im Sommer 2013 wechselte Jádson nach Italien zu Udinese Calcio. Hier saß er in der gesamten Saison in 34 Spielen auf der Ersatzbank, kam aber nur zu einem Einsatz. Am 4. Mai 2014 gegen den AS Livorno wurde er in der 85. Minute eingewechselt. Auch in der Folgesaison 2014/15 saß er wieder nur auf der Bank, aber nur noch für neun Spiele. Im April 2015 wurde Jádson dann an Atletico Paranaense ausgeliehen. Hier verblieb Jádson bis Juni 2016, dann wurde er weiter verliehen an den Santa Cruz FC. Die Leihe war befristet bis Ende des Jahres.
Am 22. November 2016 wurde bekannt, dass der AA Ponte Preta einen Vorvertrag mit Udinese über eine Leihe bis Dezember 2017 abgeschlossen hat. Der Vertrag wurde am 2. Januar 2017 durch Udinese bestätigt. Nach Ablauf des Leihgeschäftes lief auch der Kontrakt mit Udinese aus. Jádson unterzeichnete einen neuen Vertrag bei Fluminense FC. Bereits ein Jahr später wechselte Jádson erneut. Er unterschrieb einen Kontrakt beim Cruzeiro EC. Nachdem der Klub am Ende der Série A 2019 das erste Mal in seiner Geschichte absteigen musste, wurde er für 2020 an den EC Bahia ausgeliehen. Im Oktober kündigte Bahia den Vertrag vorzeitig und Jádson kehrte zu Cruzeiro zurück. Im Juli 2021 schloss er sich EC Juventude an. Mit dem Klub belegte er in der  Série B 2024 den zweiten Platz und damit die Qualifizierung zur Teilnahme an der  Série A 2025.

## Nationalmannschaft
Bei U-20-Fußball-Südamerikameisterschaft 2013 war er Mitglied der Mannschaft, kam aber im Turnierverlauf zu keinem Einsatz.

## Erfolge
Botafogo
- Taça Guanabara: 2013
- Taça Rio: 2013
- Staatsmeisterschaft von Rio de Janeiro: 2013

Atletico Paranaense
- Staatsmeisterschaft von Paraná: 2016

Fluminense
- Taça Rio: 2018

Cruzeiro
- Staatsmeisterschaft von Minas Gerais: 2019

Bahia
- Staatsmeisterschaft von Bahia: 2020